# 常寧殿

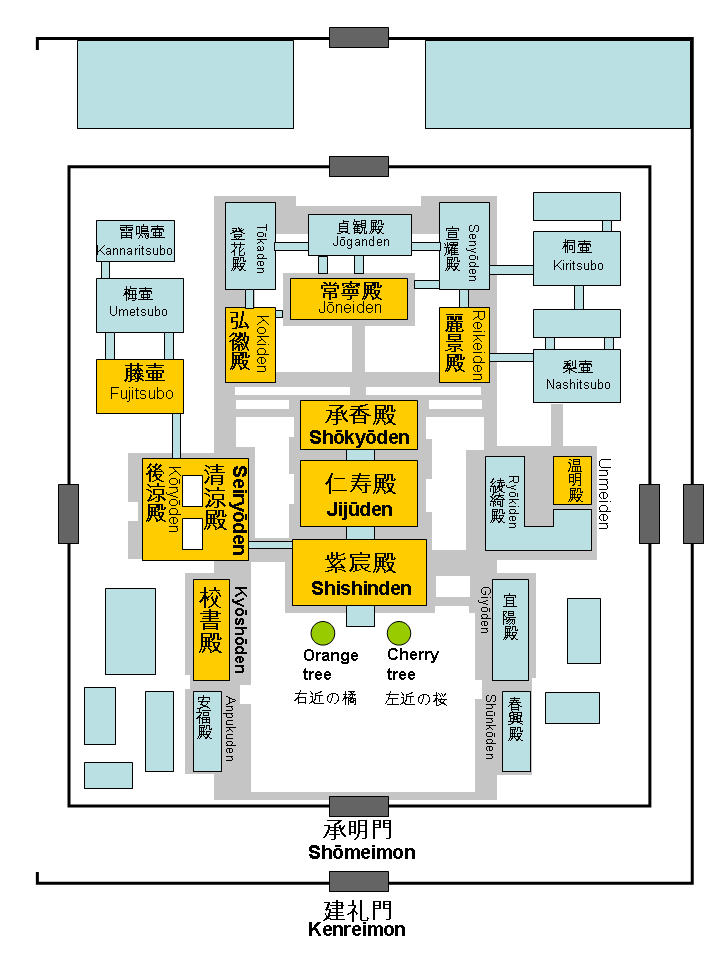
平安京内裏図

常寧殿（じょうねいでん）とは、平安御所の後宮の七殿五舎のうちの一つ。当初、皇后御所として建てられた経緯から、別名后町（きさいまち）ともいう。また五節舞姫の帳台試が行われることから、五節殿ともいう。
内裏の中央に位置し、貞観殿の南、承香殿の北。始めは後宮の中心的殿舎とされたが、后妃の曹司としての役割は次第に弘徽殿や飛香舎など清涼殿に近い殿舎に移行し、その後は儀式的役割を担うようになった。
常寧殿を賜っていたのが知られるのは、
- 文徳天皇女御・藤原明子（藤原良房女）
- 清和天皇女御・藤原高子（藤原長良女）
- 光孝天皇女御・班子女王（仲野親王女、宇多天皇生母）

その他、天皇の一時御所となったこともあった。
東海林亜矢子の研究によれば、奈良時代には皇后は天皇とは別の宮殿（皇后宮）に居住していたが、光仁天皇の時代に皇后宮が廃されて天皇と皇后が内裏内にて同居するようになったため、皇后専用の空間を必要としたことから内裏に常寧殿が設けられたが、班子女王以降は后妃の居所は他の殿舎が使われてほとんど使われなくなったことから、仏教儀式など重要な儀式を行う際に使う部屋として転用され、やがてその中でも数日間の五節舞関連の儀式のみにしか用いられなくなったとする。
9間4面とも、7間4面ともいう。身屋（もや）は東西7間、南北2間で、中央に馬道（めどう）があり、西の方は塗籠（ぬりごめ）である。
南の廂は馬道の東が4間・西が3間で、その東および西はともに妻戸。南はすべて格子で、北の廂も南と同様。
東の廂は南および北の廂にはさまれて2間、東面は格子。西の廂は身舎、南および北の廂の西にあって4間、西面は北の廂および身舎との間は3間、ともに戸。
北面も戸で、西の廂の西に東西2間、南北4間の孫廂があり、その北面は蔀。南面は格子で、西面は北から蔀、遣戸、蔀、遣戸となり、周囲には四方とも簀子が無い。
馬道の南端に3段の石階があり、ここから廊下で承香殿に達し、これを后町廊という。のちにこの廊は土間となった。またこの廊の南端の東、立蔀の外に后町井がある。
馬道の北は戸で、その北は渡殿で貞観殿に続く。西の廂の北端に渡殿があって、貞観殿の西の廂に向かい、孫廂の南端の西面にも渡殿があって、弘徽殿の北の廂の東端に向かう。
南の廂の東端と、北の廂の東端の北にはそれぞれ階がある。また北の廂の東端は渡殿および反橋で宣耀殿に続く。南庭には立蔀がめぐらされた。